# Брежиці
Брежиці (словен. Brežice, нім. Rann) — місто в общині Брежиці Споднєпосавського регіону Словенії, в долині Нижньої Сави, недалеко від кордону з Хорватією. Адміністративний центр общини Брежиці. Область традиційно була розділена між Нижньою Штирією (територія на лівому березі річки Сава) та Нижньою Крайною (територія на правому березі річки Сава). Вся територія общини тепер включена до Споднєпосавського регіону. Висота над рівнем моря: 162 м.
Брежиці пишаються багатою історично-культурною спадщиною. Музей нижньої долини Сави (словен. Posavski muzej Brežice), розташований у Брежицькому замку, містить археологічні та етнологічні експонати, експонати про хорватське і словенське селянське повстання і сучасну історичну колекцію. Це один із найбільших регіональних музеїв країни. Нещодавньою прикметою міста є його водонапірна вежа, а також подвійні арки залізного моста завдовжки 527 м, що охоплює річки Сава і Крка.

## Історія
Околиці Брежиць постійно заселялися з доісторичних часів, тут були виявлені кельтські могили з 2-го століття до н.е. Невдовзі після прибуття словенців у цю місцевість було створено слов'янське поселення Gradišče. Замок у Брежиці вперше згадується в 1249 році. Нинішня споруда датується 1529 роком.
Протягом XV-го і XVI-го століть Брежиці кілька разів постраждали від османських війн в Європі. Селянські повстання відбувалися протягом XVI століття; 1515 року селяни напали на замок у Брежіце, спалили його і вбили в ньому дворянство. Новий замок зміг витримати селянське повстання 1573 року.
Перша школа була заснована в Брежиці в 1668 році, у францисканському монастирі, де викладали монахи. З 1774 по 1780 р. навчання відбувалося в резиденції барона Москона, а з 1780 по 1820 р. —- у будинку парафіяльного священника. Окреме приміщення школи було побудовано в 1875 році.
У 1872 році в Брежицях була створена загальна лікарня. Її споруди були розширені в 1889 році.
Під час Другої світової війни Брежиці і прилеглі села на північ і захід були відомі як Раннерський трикутник (нім. Ranner Dreieck), куди намагалися переселити готчерських немців, виселених з регіону Готче, який був приєднаний до Італії.

## Пам'ятки

### Брежицький замок
Брежицький замок є домінуючою рисою міста, що стоїть над лівим берегом Сави. Зараз це музей, у якому розміщуються кілька колекцій та виставок. У каплиці замку знаходиться вівтар Лука Мислея.

### Водонапірна башта
Водонапірна вежа Брежиці є найпомітнішою спорудою в місті і вважається її символом. Побудована в 1914 році, вона була ключовою частиною системи водопостачання міста, поки в 1972 році не була замінена новим водосховищем, після чого вона мала допоміжну роль до 1983 року.

## Галерея

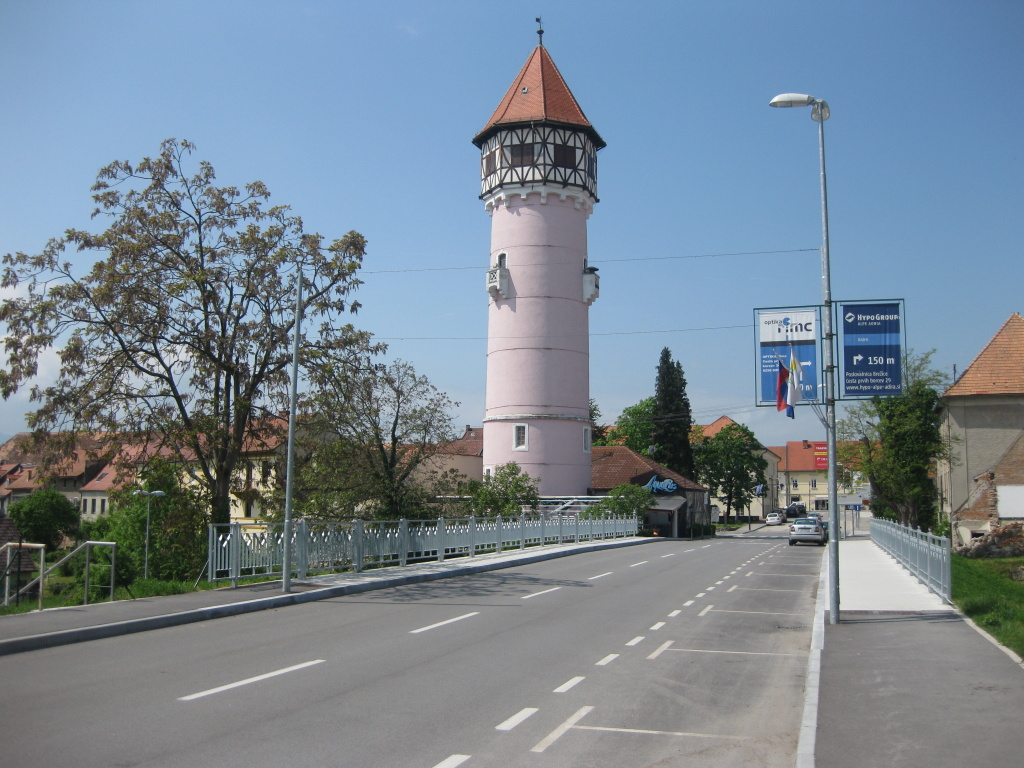
Брежиці
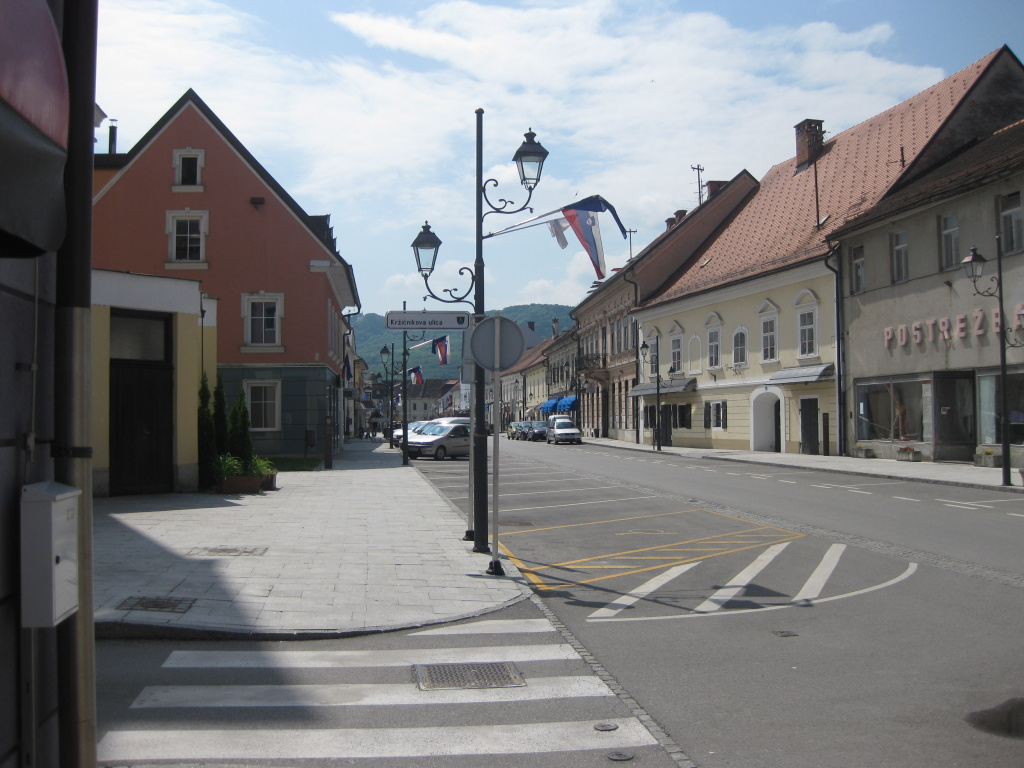
Брежиці
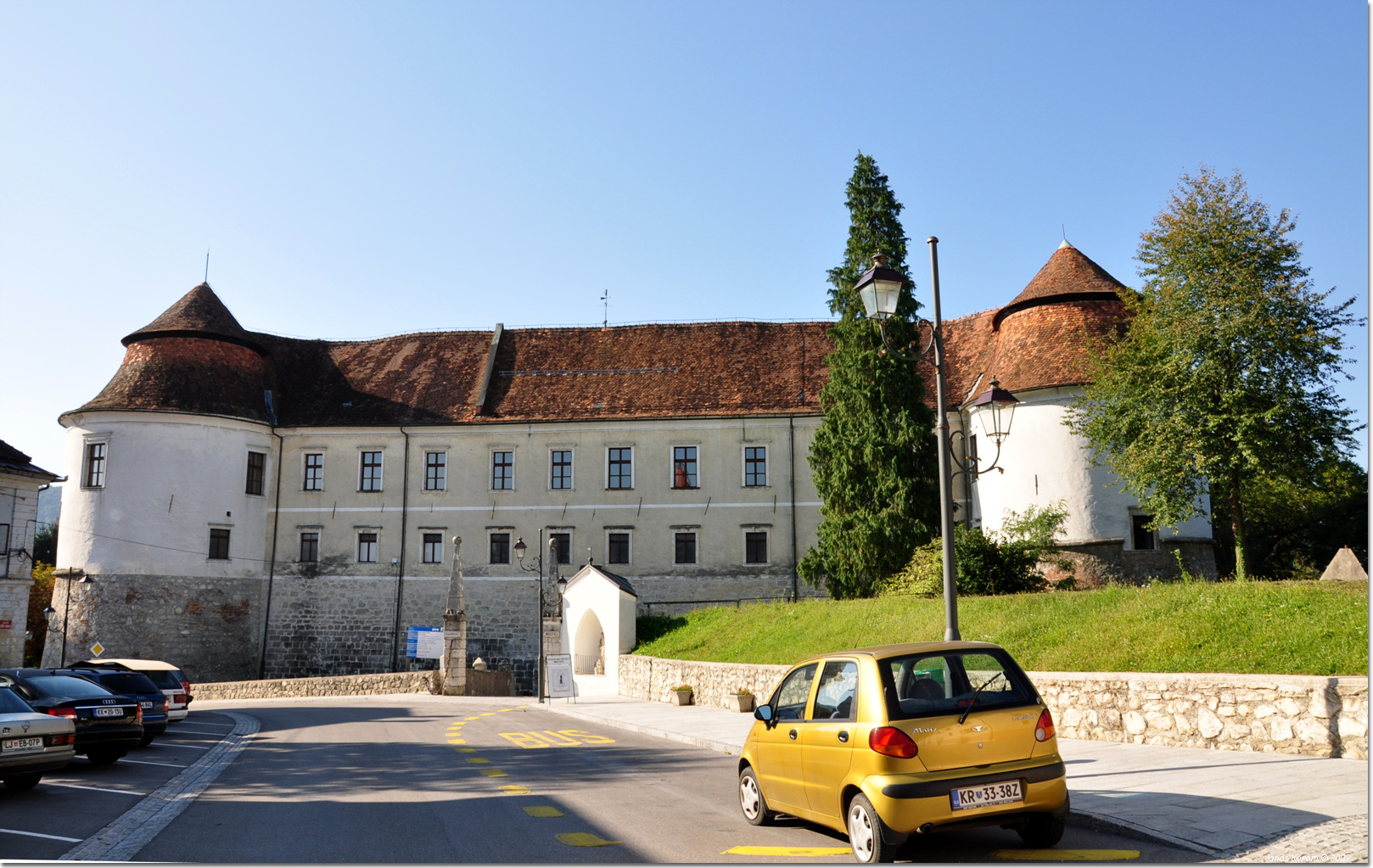
Брежицький замок